# Enteucha basidactyla
Enteucha basidactyla is een vlinder uit de familie van de dwergmineermotten (Nepticulidae). De wetenschappelijke naam van de soort is voor het eerst voorgesteld als Oligoneura basidactyla door Donald Ray Davis in een publicatie uit 1978.

## Verspreiding
De soort komt voor in Florida., Cuba, Dominica, Belize, Ecuador en Frans Guyana.

## Waardplant
De rups leeft op Coccoloba uvifera (L.) L. (Polygonaceae).